# U (jednostka długości)
U (od ang. unit) – jednostka długości, używana w przemyśle elektronicznym i komputerowym do określania wysokości modułów i zespołów (np. komputerów przemysłowych) oraz rozmiarów stojaków (ang. rack), w których moduły te są montowane.
1U to wysokość pojedynczego slotu w szafie montażowej (stojaku), czyli jednostka ta określa, ile slotów zajmuje dane urządzenie w tejże szafie.

## Definicja
1U = 1¾ cala = 44,45 mm
Z tego wynika, że moduł 2U ma wysokość 3,5″, tj. 88,9 mm, stojak połówkowy (ang. half-size, half-height) 22U ma przestrzeń montażową o wysokości 977,9 mm, a w stojaku pełnowymiarowym (ang. full-size) 42U przestrzeń na urządzenia wynosi 1866,9 mm. Najczęściej wykorzystywanymi rozmiarami modułów są 1U do 4U.
Określenie half-rack ma dwa różne znaczenia w zależności od zastosowania:
- w sferze zastosowania sprzętu audio/video oznacza połówkową szerokość, jak widać na pierwszym rysunku, czyli 9,5″. W tym przypadku, czasami ważniejsze jest uzyskanie dużej wysokości modułu, a wymagana szerokość jest niewielka. Pozwala to teoretycznie na montaż 2 takich modułów obok siebie.
- w sferze teleinformatycznej oznacza połówkową głębokość modułu o wysokości zwykle 1U. Pozwala to na montaż jednego modułu od przodu, a jednego od tyłu szafy. Zazwyczaj taki rozmiar mają przełączniki, routery itp. urządzenia sieciowe.

Standardowe szerokości szaf i stojaków to 19 cali (482,6 mm) oraz 23 cale (584,2 mm). Znacznie rzadziej można spotkać szafy 10″ i 24″, które są standardem firmy IBM.